# 선아담인류론
선아담인류론(pre-Adamite hypothesis, pre-Adamite)은 지성적으로 현 인류와 다른 인류가 아담 이전에 존재했다는 창조론 중 하나이다. 아담이 첫 번째 사람이었다는 아브라함계 종교의 고전적 해석과는 차이가 있으나, 현대에 있어서는 널리 사용되는 해석 중 하나다.

## 초기
아우구스티누스의 《신국론》은 인간의 기원에 대한 이교도와 기독교도의 토론을 담고 있다. 이 책 12권의 10장과 18권의 40장은 각각 "세계가 수천년 이상의 역사를 가지고 있다는 역사의 거짓됨에 대하여"와, "십만년의 지혜를 가지고 있다고 주장하는 이집트인들의 지긋지긋한 거짓말"이라는 제목을 가진다. 이는 창세기의 천지창조 기사와 이교도들이 주장하는 세계의 기원과 역사가 서로 다른 것에 대한 아우구스티누스의 생각을 잘 보여주고 있다. 대부분의 랍비들과 교부들 역시 이러한 태도로, 세계가 오래되었다는 관점들을 이교 신화나 우화로 보고 그냥 무시해버렸다.

## 서기 900-1700년
초기 이슬람교에는 인류가 진과 힌의 후손이라는 믿음이 존재했다. 중세 이슬람의 전승은 진이 아담 이전의 존재였으며 인간과 많은 부분에서 닮았다고 묘사하고 있다. 이와 같은 시각은 널리 받아들여졌으나, 아담 이전에 다른 인류가 존재하고 있었다는 주장은 논쟁의 대상이 되었다. 9세기 중반에는 하나님이 여러 아담을 만들어 각 아담마다 5만년동안 세상의 지배자가 되게 하였다는 주장이 등장하였는데, 대부분의 이슬람교도는 이를 배척하였지만 이스마일파와 수피파에서는 이를 받아들였다.
이븐 와흐쉬이야가 904년에 쓴 《나바테아의 농업Nabatean Agriculture》에서는 나바테아인을 위시한 아라비아 민족들이 이슬람에 반하는 바빌로니아의 문화에 어떻게 대응하였는지를 서술하고 있다. 또한 여기에는 아담 이전에 이미 사람들이 살고 있었고, 아담의 부모는 인도에서 왔다는 주장이 실려있다.
유대인 시인인 유다 하레비는 1130년에서 1140년 사이에 《쿠자리Kuzari》라는 책을 썼는데, 이 책에는 하자르의 왕이 유대인 랍비, 기독교인, 무슬림에게 무엇이 참된 종교인지 묻는 내용이 담겨있다. 여기서 왕은 수백만년의 역사를 가진 건축물을 가지고 있다는 인도인의 주장에 대한 생각을 묻는데, 랍비는 "그 족속이 역사적인 모순이 없는 한 의견을 가지고 있는 것도 아니고, 단일한 책이나 굳게 선 종교가 있는 것도 아니"라며 자신의 믿음은 흔들리지 않는다고 대답하며, 인도인들은 방종하고 믿을 수 없는 족속들이므로 그들의 말을 무시해도 좋다고 말한다. 이 책의 뒷부분에서 하레비는 경전의 형태로 된 계시를 가지고 있지 않다는 점에서 마찬가지로 나바테아인들의 주장들을 거부하고, 헬라인들의 영원불멸한 세계에 대한 이론 역시 거부한다. 책의 결론에서 아담이 세계의 첫 사람이었다는 주장은 유지하나, "결국, 만일 율법의 신자가 물질의 영원성이나 이전에 많은 세계가 있었다는 것을 믿도록 강요받는다고 하더라도, 현재의 세상이 어떤 한 순간에 창조되었으며 아담과 노아가 첫번째 인류였다는 믿음은 변함없이 유지할 수 있다"며 다른 해석의 가능성을 열어두었다.
《나바테아의 농업》에 실린 주장은 마이모니데스(1135-1204)의 《방황하는 자들을 위한 안내서The Guide for the Perplexed》에서도 반박되고 있다. 이 책에서 그는 사비교인들의 주장이 유대인들의 문헌을 다신교적으로 해석하여 창작한 신화와 전설들에 불과하다고 주장하며 그들의 주장을 반박하는데, 다른 학자들의 주장을 가져오며 "그들은 아담이 다른 사람들과 같은 한 명의 사람으로 태어났다고 간주하며, 그를 숭상하고 달의 사절이자 선지자로서 사람들로 하여금 달을 숭배하게 하였다고 믿는다. 그리고 흙을 경작하는 방법에 대한 저작을 남겼다고 주장한다."고 말한다. 마이모니데스는 아담이 인도에서 와서 바빌론으로 갔다는 주장을 적어두었다.
존 로저스John Rogers가 1578년에 남긴 기록을 통해 프리슬란트주의 종교 단체인 사랑의 가족Familia Caritatis 내에서 아담 이전의 인류에 대한 믿음이 존재했었다는 것을 확인할 수 있다.
조르다노 브루노는 1591년에 유대인과 에티오피아 사람들이 같은 조상을 가지고 있다는 것을 상상할 수 없기 때문에, 하나님이 여러명의 아담을 창조했거나 아프리카 사람들은 선아담인류의 후손이라는 주장을 펼쳤다.
천년왕국설을 믿는 17세기의 프랑스인 이삭 라페레르는 선아담인류론의 형성에 가장 큰 영향을 미친 인물로 평가되는데, 1655년에 라틴어로 출판된 《선아담인류Prae-Adamitae》에서 그는 바울이 로마서 5장 12-14절에서 한 말을 두고 "만일 아담이 도덕적으로 범죄를 저질렀다면 아담 자신이 따랐던 법규가 존재했던 것이다. 이 법규가 아담과 함께 시작되었다면, 아담 이전에 무법세계와 거기에 살았던 인류가 존재했어야만 한다"고 해석했다. 따라서 라페레르에 의하면 두 번의 창조가 이루어졌는데, 첫번째로 이방인이 만들어진 뒤 히브리인들의 조상인 아담이 창조되었어야만 한다. 선아담인류의 존재는 카인이 아내를 취하고 아벨이 죽은 후 도시를 세웠다는 창세기의 기사에 대한 좋은 근거가 된다.
이와 같은 인종 이론은 프랑수아 베르니에가 《Journal des sçavans》에 기고한 "거주민의 인종 차이에 따른 지구의 새로운 분할A new division of the Earth, according to the different species or races of men who inhabit it "에서 인종을 4~5개로 나눈 1684년 4월 24일에 시작되었다고 보는 시각도 존재한다. 그의 친구 라페레르의 선아담인류론에 대한 신학계의 격렬한 반발을 알고 있었기 때문에, 베르니에는 그의 기사를 익명으로 투고할 수 밖에 없었다.

## 계몽시대
계몽시대에는 선아담인류론이 인류의 기원에 대한 성경의 증언에 대한 도전으로 받아들여졌다. 19세기의 백인 우월주의자들은 이 이론을 적극적으로 받아들였고, 이로부터 창세기의 첫 부분에 대한 인종차별적 해석이 많이 만들어지게 되었다. 이 시기의 선아담인류론자들 중 일부는 카인이 가족을 버리고 "백인 몽골족"으로 묘사되는 열등한 족속에게 갔다거나, 카인이 열등한 선아담인류들중 하나와 결혼했다고 주장한다.

## 수피파
17세기 수피교단 중 하나인 카디리야의 유명한 신비주의자 술탄 바후 역시 이 이론을 지지했다. 그의 저작 중 하나에서 "하나님이 선지자에게 '오 무함마드야, 내가 너희의 선조 아담을 창조하기 전에 한 아담을 창조하여 그에게 천년의 삶을 주었단다. 그리고 나는 만 오천명의 아담을 만들었는데 이들 모두에게 만년의 삶을 주었단다. 그리고 나서 너희의 아담을 창조하였단다.'"라는 내용이 기록되어 있다.
이 주장에 의하면 선아담기는 일억 오천만 천년동안 지속되었다.

## 1800년에서 현재에 이르기까지

### 인종차별적 선아담인류론자들
19세기 유럽에서 선아담인류론은 유색인종과 백인이 같은 조상을 가지고 있다는 사실을 탐탁치 않게 여기는 인종주의자들에 의해 유색인종의 열등함을 논증하려는 목적으로 이용되었다.
찰스 콜드웰, 조시아 C. 노트, 새뮤얼 조지 모턴과 같은 과학자들은 유색인종이 아담의 후예라는 관점을 거부했는데, 모턴은 선아담인류론을 두개골 계측법과 결합시켰다. 마이클 바쿤Michael Barkun은 다음과 같이 말한다.
지성적인 기류 속에서, 선아담인류론은 완전히 다르다고는 할 수 없는 두 개의 이론으로 등장하게 되었다. 종교적 저자들은 카인의 부인은 어디서 왔는가 등의 주석 문제들을 해결하며 동시에 아담의 후손들의 영적 상태를 더욱 고상하게 만들어준다는 이유로 두 개의 이론을 모두 받아들였다. 과학에 치우쳐진 사람들 역시 두 이론을 모두 받아들였는데, 성경에서 말하는 것과는 다르게 문화권끼리 수천년 이상의 차이를 보이는 등 인종적 차이를 아담의 지위를 유지한 채로 설명할 수 있다는 점에 이끌린 것이었다. 둘의 가장 큰 차이는 하나는 성경 본문에 주로 근거한 반면, 다른 하나는 형질인류학을 통해 과거를 유추했다는 것에 있다.

이사벨라 던컨은 1860년에 《성경과 과학이 말하는 아담 이전의 인간, 혹은 오래된 우리 행성과 그 거주민Pre-Adamite Man, Or, The Story of Our Old Planet and Its Inhabitants, Told by Scripture & Science》라는 책에서 지질학과 성경의 해석을 혼합하였다. 이 책은 성경의 사건들을 과학과 함께 설명하였다는 점에서 많은 수의 지질학자들에게 인기를 끌었다. 던컨은 아담 이전의 인류가 오늘날의 천사이며, 그들이 죄가 없었고 아담이 하나님을 거역하기 전까지 죄가 세계에 들어오지 않았기 때문에, 예수가 재림할 때의 아담의 후손들처럼 그들이 천국으로 휴거했다는 주장을 펼쳤다. 던컨은 또한 몇몇 천사들이 천국에서 타락하여 죄를 지어 쫓겨나 악마가 되었다고 주장한다. 던컨은 이러한 대변동이 지구의 지질에 상처를 냈다고 보았으며, 루이 아가시는 이 상처가 바로 빙하기로 선아담기와 현대를 구분하는 선이 될 수 있다고 주장하였다.
미국 남북 전쟁 이후에 남부인들은 흑인이 열등하다는 그들의 믿음을 뒷받침하는 주장을 잘 받아들였다. 버크너 페인은 아리엘이라는 필명으로 〈니그로: 그들의 인종적 상태는 어떠한가?The Negro: What is His Ethnological Status?〉라는 팜플렛을 작성했다. 여기서 그는 니그로(흑인의 멸칭)가 아담 이전에 땅을 배회하던 인간과 원숭이 사이의 야수로, 노아의 방주에 태워져 목숨을 보전받았다고 주장했다. 윌리엄 캠벨은 1891년 코카서스인(Caucasian)이라는 필명으로 《인민을 위한 인류학: 모든 인종이 아담의 후예라는 주장에 대한 반박Anthropology for the People: A Refutation of the Theory of the Adamic Origin of All Races》을 썼는데, 여기서 그는 유색인종들이 아담의 후예가 아니며 "어떤 관점에서도 우리의 형제가 아니며 하등한 피조물"이고, 다계조상설만이 "성경과 조화될 수 있는 이론"이라고 주장했다.
페인의 뒤를 이어 캠벨은 대홍수가 아담의 후손인 백인과 선아담인류인 유색인종이 서로 결혼한 결과로 보고 이것이 "세계의 타락과 그에 따른 심판에 대해 할 수 있는 유일한 합리적이고 충분한 생각"이라고 주장했다.
레스터 A. 호일은 1875년에 그의 책 《선아담인류가 아니라면 누가 이브를 유혹했겠는가?The Pre-Adamite, or who tempted Eve?》에서 인종에 걸친 다섯번의 창조가 일어났으며, 아담을 선조로 두는 백인만이 하나님의 형상을 가지고 만들어졌다고 주장했다.
밴더빌트 대학교의 진화적 창조론자이자 지질학자인 알렉산더 윈첼은 1878년에 소책자 〈아담인류와 선아담인류Adamites and Preadamites〉에서 니그로는 아담의 후손이라기에는 인종적으로 너무 열등하다는 것을 근거로 인류의 선아담인류적 기원에 대해 기술하였다. 윈첼은 또한 진화가 하나님의 뜻에 의해 이루어졌다고 보았다.
아일랜드의 법률가인 도미닉 매커즐랜드는 성경을 문자적으로 해석하던 반-다윈 논객이었는데, 모세의 연대를 맞추기 위해 이 이론을 지지하였다. 그는 중국인들이 카인의 후예이며 코카서스인종이 궁극적으로 다른 모든 인종들을 멸절시켜야 한다는 주장을 펼쳤다. 또한 그는 오직 코카서스인종만이 아담의 후예이므로 창조세계에서 살아갈 자격이 있다고 믿었으며, 그 외의 수많은 비 코카서스인종들은 함의 후예로서 추방된 인종들이라고 주장하였다.
찰스 캐롤은 1900년 《니그로, 짐승인가 하나님의 형상인가The Negro a Beast; or, In the Image of God》라는 책에서, 백인만이 아담이 부여받은 하나님의 형상을 가지고 있으며 니그로는 아담 이전에 살았던 짐승들로 부도덕성과 못생김을 보면 하나님의 형상을 담지 않았음을 알 수 있다고 주장했다. 흑인과 같은 선아담인류들은 영혼도 없다고 주장했으며, 인종간의 혼합은 하나님에 대한 모욕이자 하나님이 인종을 다르게 창조하신 계획을 망치는 것이라고 주장하였다. 그는 또한 인종이 섞인 결과 무신론과 진화라는 오류에 다다르게 되었다고 주장하였다.
스코틀랜드의 천년왕국설 지지자인 조지 디키슨은 1902년에 그의 글 《창조에 대한 모세의 증언이 창세기를 펼치고, 과학에 의해 검증되었다The Mosaic Account of Creation, As Unfolded in Genesis, Verified by Science》에서 창세기를 과학적으로 읽는 방법을 소개하였으며 아담 이전에도 인류가 살았음을 보여주는 지질학적 증거들이 지구가 6000년의 역사를 가진 아담인류보다 더 오래되었다는 것을 보여준다고 주장했다. 디키슨은 고생물학과 화석 증거들을 환영했으며, 선아담인류론의 증거로 사용했다.
심령주의자인 알란 카르덱은 다계조상설을 가르치며 지구가 "기록 이전부터" 가득 차있었고 아담의 후손이 "다른 모든 인종들을 밀어냈다"고 주장하였다.
19세기 영국에서 발달한 브리티쉬 이스라엘리즘의 교리는 선아담인류론을 소극적으로 이야기하고 있다. 여기서는 선아담인류를 하등한 짐승의 인종으로 간주하며, 백인으로 하나님의 첫번째 아들이 된 아담과는 다른 생명체라고 이야기하고 있다. 또한 사탄이 이브를 유혹한 결과 태어난 자식이 카인이고, 카인이 동튀르케스탄으로 도망쳐 지구를 정복하고자 하는 악마의 계획을 실현하기 위해 도시를 세웠다고 이야기한다. 이 이야기는 더 나아가 가나안인이 카인의 후손이라고 주장하는데까지 이르고, 유다 지파 사람들이 카인의 후손과 혼인하였다면 유대인들 역시 유색인종인 선아담인류와 사탄의 자손이라고 주장한다.
미국에서 브리티쉬 이스라엘리즘은 유대인들을 "잡종화된mongrelized" 뱀의 씨라고 부르는 반유대주의 기독교 정체성 운동 속에서 맹렬히 발전하게 된다.

### 정상적인 선아담인류론자들
오컬트 학자인 파스칼 비버리 랜돌프는 마다가스카르인과 아메리카 원주민의 후예로서 노예제에 반대하던 연설가이다. 파스칼은 선아담인류론을 믿었으며 1863년에는 그리핀 리라는 필명으로《선아담인류: 1억년전 지구에 존재하던 인류를 논증하다!Pre-Adamite Man: Demonstrating The Existence of the Human Race Upon the Earth 100,000 Thousand Years Ago! 》라는 책을 쓴다. 이 책은 독특하게도 성경의 증언에만 근거하지 않고 고대 종교나 밀교 등 여러 문헌들을 참고하여 선아담인류론을 옹호하였다. 또한 파스칼은 아담이 첫 번째 사람이 아니었고 그 이전에 모든 대륙에 선아담인류가 삼만 오천년에서 십만년 전에도 살고 있었다고 주장하였다. 파스칼은 그 시대의 다른 사람들이 선아담인류를 사람과의 짐승으로 간주한 것과는 다르게 선아담인류가 문명을 가지고 있었을 것이라고 주장했다.
현대에도 많은 수의 주류 기독교인들이 선아담인류론을 지지하고 있으며, 회중 교회의 복음주의자로서 간격 창조론을 믿었던 R. A. 토레이(1856-1928) 역시 이 이론을 지지하였다.
글리슨 아처 역시 선아담인류론자였는데, 1985년 그의 책 《구약성경의 서문 조사A Survey of Old Testament Introduction》에서 "안트로포피테쿠스, 스완즈콤 원인, 네안데르탈인 그리고 (호모 사피엔스로 추정되는 기원전 2만년의 크로마뇽인까지 포함될 수 있는)나머지의 문제를 돌아봤을 때, 이들이 아담 이전에 존재했던 인류로 아담의 언약의 대상이 아니라고 보는 것이 최선의 방법이다. 그러나 그들이 남긴 유물을 보았을 때, 이들이 영혼(삼분법에 의하면 영(靈, sprits))을 가졌는지에 대한 문제는 열어두어야 할 것이다"고 주장했다.
글리슨은 오직 아담과 그의 후손만이 하나님의 생기를 받아 하나님과 정신적 유사점이 있다는 주장을 굽히지 않았고, 아담 이후의 인류는 그의 후손이라고 주장하였다. 그러나 그는 크로마뇽인과 같은 선아담인류 개념을 계속 유지하였으며, "알려지지 않은 이유로 현 인류의 조상이 창조되기 이전에 하나님에 의해 절멸되었을 것"이라고 주장하고 있다.
최근에는 오순절주의자들 중에서는 캐서린 쿨만과 데렉 프린스가, 성공회교도들 중에서는 존 스토트가, 오랜 지구 창조설자들 중에서는 휴 로스가 이러한 주장을 지지하고 있다.
임마누엘 벨리코프스키는 선아담인류론을 지지하는 기독교신자로서 그의 책 《태초에In the Beginning》에서 그의 또다른 책 《충돌하는 우주Worlds in Collision》를 집필하기 이전에 일어났던 대재앙들을 언급하고 있다. 책의 첫 부분에 "아담 이전의 시대The Pre-Adamite Age"라는 챕터를 두어 선아담인류론을 다루고 있는데, 여기서 그는 "탈무드와 랍비의 전승은 아담이 창조되기 이전에 세상에 한번 이상 누군가 살고 있었으며 한번 이상 파괴되었다는 믿음을 가지고 있다"고 썼다. 벨리코프스키는 여기에서 더 나아가 다른 전승들을 참고하여 아담과 이브가 유일한 한 쌍의 사람이 아닌, 이미 존재하고 있던 더 많은사람들 중 한 쌍이라고 주장하고 있다.

## 같이 보기
- 창조론
  - 에덴동산
  - 오랜 지구 창조설
  - 노아의 자손들

- 과학
  - 인류의 진화
  - 고고학적 시대분류 목록
  - 현생 인류의 다지역 기원
  - 선사 시대

## 참고 문헌
- Duncan, Isabella (1860). Pre-Adamite man : or, the story of our old planet & its inhabitants, told by Scripture & science.. London : Saunders, Otley, and Co. (Originally published anonymously, but known subsequently that the author was the wife of George John C. Duncan, the son of Henry Duncan.)
- Flood, Gavin (2003). The Blackwell Companion to Hinduism. Oxford: Blackwell Publishing. ISBN 0-631-21535-2
- Frederickson, George M. (1987). The Black Image in the White Mind. Wesleyan University Press. ISBN 0-8195-6188-6
- Graves, Joseph L. (2003). The Emperor's New Clothes: Biological Theories of Race at the Millennium. Newark, NJ: Rutgers University Press. ISBN 0-8135-3302-3
- Haynes, Stephen R. (2002). Noah's Curse: The Biblical Justification of American Slavery. New York, NY: Oxford University Press. ISBN 0-19-514279-9
- Harvey, Paul (2005). Freedom's Coming : Religious Culture and the Shaping of the South from the Civil War through the Civil Rights Era. UNC Press. ISBN 0-8078-2901-3
- Livingstone, David N. (2008). Adam’s ancestors : race, religion, and the politics of human origins. Johns Hopkins University Press. ISBN 978-0-8018-8813-7.
- Livingstone, David N. (2011년 3월 1일). 《Adam's Ancestors: Race, Religion, and the Politics of Human Origins》. JHU Press. ISBN 978-1-4214-0143-0.
- Popkin, Richard Henry (1987). 《Isaac La Peyrère (1596-1676): His Life, Work, and Influence》. BRILL. ISBN 90-04-08157-7.
- Popkin, Richard Henry (1992). Third Force in Seventeenth-Century Thought. Brill Academic Publishers. ISBN 90-04-09324-9
- Smith, Christian (2003). The Secular Revolution. University of California Press. ISBN 0-520-23000-0
- Swain, Carol M. (2002). The New White Nationalism in America: Its Challenge to Integration. Cambridge: Cambridge University Press. ISBN 0-521-80886-3
- Almond, Philip C. (1999). Adam and Eve in Seventeenth-Century Thought. Cambridge: Cambridge University Press. ISBN 0-521-66076-9
- Barkun, Michael (1996). Religion and the Racist Right: The Origins of the Christian Identity Movement. UNC Press. ISBN 0-8078-4638-4